# 臭素酸塩

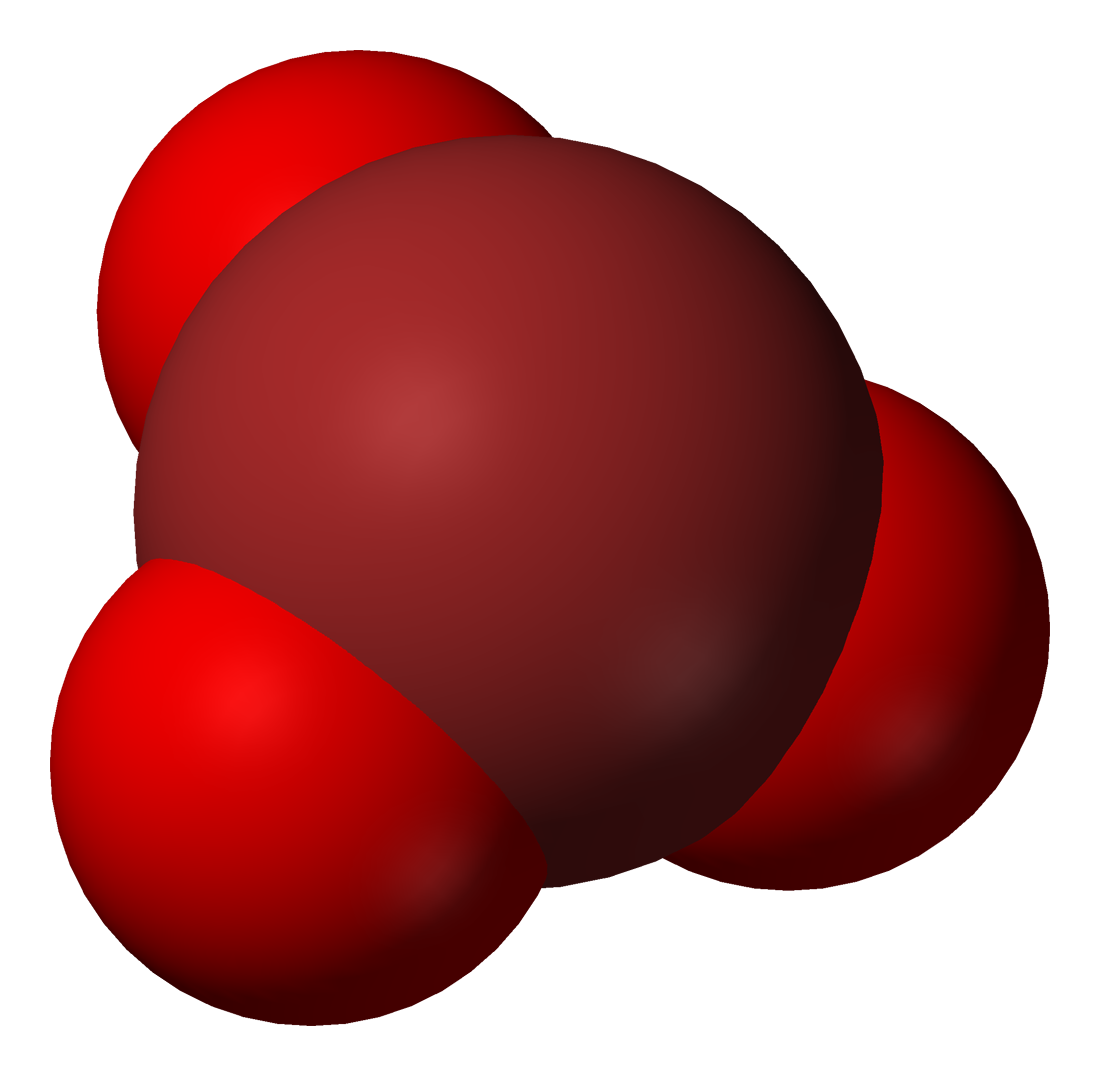
臭素酸イオンの空間充填モデル

臭素酸塩（しゅうそさんえん、Bromate）は、臭素酸イオンBrO3− を含む塩である。おもな臭素酸塩に臭素酸ナトリウム(NaBrO3)や臭素酸カリウム(KBrO3)がある。

## 合成
臭素酸塩の合成法はいくつか存在するが、最も一般的な方法は臭化物とオゾンとの反応である。
{\displaystyle {\ce {Br^- + O3 -> BrO3^-}}}
実験室では水酸化カリウムの濃溶液に臭素を溶解させることにより合成する。これは次亜臭素酸塩を中間体とした不均化反応である。
{\displaystyle {\ce {Br2 + 2OH^- -> Br^- + BrO^- + H2O}}}
{\displaystyle {\ce {3BrO^- -> BrO3^- + 2Br^-}}}